# Savage (Eurythmics)
Savage är en sång och en promovideo av den brittiska duon Eurythmics. Sången finns med på duons sjätte studioalbum Savage från 1987 och musikvideon är med på videoalbumet Savage från 1988. Sången är skriven av Annie Lennox och David A. Stewart och musikvideon regisserades av Sophie Muller.
En strof ur låten lyder:
| ” | She said: "I have this unhappiness To wear around my neck. It's a pretty piece of jewellery To show what I protect." | „ |

I musikvideon ses Annie Lennox posera i en blond peruk och åtsmitande klänning med hög slits. Kameran panorerar Lennox på ett långsamt och drömskt vis.